# Вєтров Михайло Сергійович
Михайло Сергійович Вєтров (нар. 14 листопада 1909 — пом. 8 серпня 1980, Москва) — радянський дипломат; надзвичайний і повноважний посланник ІІ класу.

## Біографія
Народився 1 [14] листопада 1909 року. Член ВКП(б) з 1929 року. З 1937 року — працівник Народного комісаріату/Міністерства закордонних справ СРСР:
- — до 5 серпня 1940 року (до окупації СРСР балтійських країн) — 1-й секретар Повноважного представництва СРСР у Латвії;
- у 1941—1944 роках — радник Місії СРСР у Швеції;
- у 1944—1947 роках — заступник завідувача V-го Європейського відділу НКЗС/МЗС СРСР;
- у 1947—1948 роках — завідувач V-го Європейського відділу МЗС СРСР;
- з 1948 року по липень 1950 року — радник Посольства СРСР у Нідерландах (з грудня 1949 року — повірений у справах СРСР у Нідерландах);
- 15 липня 1950 року по 3 червня 1954 року — надзвичайний та повноважний посланник СРСР у Данії;
- у 1956—1960 роках — радник Відділу країн Південно-Східної Азії МЗС СРСР;
- у 1960—1962 роках — генеральний консул СРСР у Бомбеї.

Брав учать у роботі низки міжнародних нарад і конференцій.
Помер у Москві 8 серпня 1980 року.